# Cố Thiệu
Cố Thiệu (giản thể: 顾邵; phồn thể: 顧邵; bính âm: Gu Shao; 184 – 214), tự Hiếu Tắc (孝則), là quan viên dưới trướng quân phiệt Tôn Quyền thời Tam Quốc trong lịch sử Trung Quốc.

## Cuộc đời
Cố Thiệu quê ở huyện Ngô, quận Ngô, là con trưởng của Cố Ung với Lục phu nhân, con gái Lục Khang. Thời trẻ, Cố Thiệu nổi danh ngang với cậu là Lục Tích, vượt qua đám người cùng quận gồm cháu họ Lục Nghị cùng Trương Đôn, Bốc Tịnh, thanh danh lan xa. Thiệu vốn lấy vợ là con gái của anh họ Lục Tuấn, chị em của Lục Nghị. Khoảng sau năm 200, vợ Thiệu mất, Tôn Quyền gả con gái của anh trai Tôn Sách cho Thiệu.
Năm 210, Chu Du chết bệnh ở Giang Lăng, Bàng Thống đưa tang đến tận đất Ngô. Cố Thiệu đến phúng viếng. Khi Bàng Thống lên đường về Kinh Châu, đám người Lục Tích, Cố Thiệu, Toàn Tông đến từ biệt. Thống khen Tích, Thiệu rằng:
Lục Tử như ngựa thồ, bước chậm mà thừa lực; Cố Tử lại như trâu thồ, chở nặng mà đi xa.
Có người hỏi:
Như ngài nói, Lục Tử hơn sao?
Thống đáp:
Ngựa thồ tuy tốt, nhưng cũng chỉ chở được một người. Trâu thồ một ngày đi ba trăm dặm, gánh sức nặng đâu chỉ của một người!
Cố Thiệu bèn tới chỗ Bàng Thống nghỉ chân, hỏi:
Ngài có tiếng biết người, ta cùng ngài ai hơn?
Thống nói:
Tu dưỡng thế tục, bình xét con người, ta không bằng ngài; luận bí sách đế vương, nắm trong lòng những thứ trọng yếu nhất, ta có lẽ hơn ngài một bậc.
Thiệu phục những lời đó mà thân với Thống.
Năm 210, Cố Thiệu xuất sĩ, thay Tôn Lân giữ chức Thái thú Dự Chương. Thiệu giỏi về biết người, ở trong quận đề bạt đám người Trương Bỉnh (張秉), Ân Lễ, Ngô Xán, Đinh Tư (丁谞) từ giới bình dân. Bỉnh, Lễ về sau quan đến Thái thú, Tư quan đến Điển quân Trung lang, mà Xán trở thành trọng thần của quốc gia, quan đến Thiếu phủ, Thái tử Thái phó.
Năm 214, Cố Thiệu chết khi mới tiền nhiệm 5 năm, thọ 31 tuổi.

## Gia đình
- Vợ:
  - Lục thị, con gái Lục Tuấn, chị em của Lục Nghị, sinh hai con trai Cố Đàm, Cố Thừa.
  - Tôn thị, con gái Tôn Sách, sau khi Cố Thiệu qua đời thì tái giá.
- Con trai:
  - Cố Đàm, con trưởng, quan đến Thái thường.
  - Cố Thừa, con thứ, quan đến Thị trung.

## Trong văn hóa
Cố Thiệu không xuất hiện trong tiểu thuyết Tam quốc diễn nghĩa của La Quán Trung.